# Арктическая политика Нидерландов
Арктическая политика Нидерландов — проводимая государством внешняя политика, которая направлена на международное сотрудничество в рамках «Арктического совета». На данный момент деятельность осуществляется на основании положений были закреплены в «Ведущей позиция Нидерландов 2.0. Стратегия для Нидерландской полярной программы 2016—2020» (нидерл. Poolpositie-NL 2.0. Strategie voor het Nederlands Polair Programma 2016-2020). Главными целями этого документа являются: укрепление позиций страны на международной арене по вопросам сотрудничества в Арктике, исследование Арктики и Антарктиды, защита окружающей среды, создание научных программ и обмен знаниями.

## История
Голландцы не являются арктической нацией, но при этом обладают давней традицией принимать участие в этом регионе. Свое начало она берет в конце 1500-х годов, когда голландские исследователи открыли многие из арктических островов, включая Шпицберген — самый большой остров архипелага Шпицберген. Как рыбаки они длительное время занимались рыбным и китобойным промыслом, последний, к слову, в настоящее время запрещен и осуждается в Нидерландах.
История современного развития и становления научного интереса к Арктике в Нидерландов насчитывает более пятидесяти лет. Свое начало она берет в 1962 году, когда в стране была защищена первая кандидатской диссертации на тему «Лидерство и право среди эскимосов района Киватин, Северо-Западных территории». С тех пор было защищено почти 120 кандидатских диссертаций в 11 разных университетах страны, что говорит об устойчивом интересе к Арктике и Антарктиде в голландском обществе. Долгое время государство не уделяло должного внимания исследователям и в большинстве случаев экспедиции и общественная деятельность финансировалась за счёт пожертвований или частных грантов. Ярким примером тому является экологическое исследование острова Эдж на восточном побережье Шпицбергена, когда четверо студентов за свой счёт снарядили экспедицию по изучению белых медведей и жили на острове зимой 1968—1969 года. В 1970 году при Гронингенском университете был создан «Арктический центр» — многопрофильная исследовательская группа, изучающая взаимоотношения человека с окружающей средой в прошлом и настоящем. Их первым исследовательским проектом была раскопка Смеренбургп — голландского китобойного поселения XVII-го века на северо-западе Шпицбергена. В 1980 году было закуплено экспедиционное судно для поддержки экспедиций. «Арктический центр» по-прежнему играет активную роль в полярных исследованиях, уделяя особое внимание изучению долгосрочным отношений между человеком и окружающей средой в свете таких дисциплин, как археология, экология и история. В 1990 году правительство Нидерландов учредило межведомственную группу для того, чтобы стать полноправным членом в системе договора об Антарктике. В 1996 году страна получила статус наблюдателя в «Арктическом совете» и стала активно участвовать в трех рабочих группах AMAP (Рабочая группа по реализации Программы арктического мониторинга и оценки), CAFF (Рабочая группа по сохранению арктической флоры и фауны) и SDWG (Рабочая группа по устойчивому развитию) через «Арктический центр», который официально представляет страну во время заседания рабочих групп при «Арктическом совете».
В 2016 году правительство Нидерландов приняло решение о выделении 4,1 млн евро каждый год с 2016 по 2020 год для научных исследований Арктики и Антарктиды. Вдобавок к этому была впервые учреждена должность арктического посла, которым стал — Кес Раде (нидерл. Kees Rade). Вместе с тем в арктическая политика Нидерландов будет сосредоточена вокруг исследования и развития арктических регионов, а также защите природы и окружающей среды.

## Организации и учреждения
На сегодняшний день в Нидерландах действует целая сеть организаций и учреждений, которые осуществляют деятельность направленную на исследование Арктики и Антарктиды, а также обмен знаниями. Главная роль в этой системе отводится Арктическому институту Виллема Баренца (нидерл. Willem Barentsz Polar Institute) — конгломерату институтов, которые активно вносят вклад в нидерландскую арктическую деятельность. Она включает в себя основные институты которые ведут научно-исследовательскую деятельность:
- Королевский нидерландский институт исследования моря[нидерл.];
- Метеорологический институт Королевства Нидерланды;
- Амстердамский свободный университет;
- Вагенингенский университет.

Финансирования деятельности этих учреждений осуществляет — Организация научных исследований Нидерландов.